# Dispositivo de entrada

Os dispositivos de entrada dictam a interface gráfica

Dispositivo de entrada são dispositivos que fornecem informação para as operações em um programa de computador, também chamados de unidades ou periféricos de entrada (no inglês input/output - entrada/saída). 
Um dispositivo de entrada permite a comunicação do usuário com o computador. São dispositivos que enviam dados analógicos ao computador para processamento. Exemplos: teclado, mouse, scanner, controlador de jogo, câmera, microfone, caneta ótica, etc.